# FC Kilia Kiel
FC Kilia Kiel is een voetbalvereniging uit Kiel, de hoofdstad van de Duitse deelstaat Sleeswijk-Holstein. De vereniging werd opgericht in 1902, en geldt na Holstein Kiel als tweede club van de stad. Kilia heeft een eigen, klein stadion, de Kiliaplatz, waar plaats is voor 3.000 toeschouwers. Tot 1963 speelde de club steevast in een van de twee hoogste klassen.

## Geschiedenis
De club werd op 23 juli 1902 opgericht door enkele spelers van 1. Kieler FV 1900, die de club verlaten hadden. In 1903 sloot de club zich aan bij de Kielse voetbalbond, die datzelfde jaar nog een eerste kampioenschap organiseerde, waaraan slechts drie teams deelnamen: 1. Kieler FV 1900, Kilia en FC Holstein Kiel. Deze laatste werd de eerste kampioen. Een jaar later lag de competitie al stil door interne strubbelingen binnen de bond. In 1905/06 ging de competitie opnieuw van start, aangevuld met FC Borussia 03 Gaarden, maar nu werd Kilia laatste. Vanaf 1907 tot 1910 speelden de clubs uit de Lübeckse competitie bij de clubs uit Kiel, maar zij konden ook niet tornen aan de hegemonie van Holstein Kiel. Kilia kon wel enkele keren tweede worden. In 1911/12 eindigde de club laatste met 0 punten. Hierna ging het wel weer beter en in 1913/14 richtte de Noord-Duitse voetbalbond een nieuwe grotere competitie in, de NFV-Liga, met daarin de beste clubs uit Noord-Duitsland. Uit Kiel mocht enkel Holstein deelnemen en doordat deze zware concurrent weg was kon Kilia eindelijk de titel claimen en won zelfs negen van de tien wedstrijden. Door het uitbreken van de Eerste Wereldoorlog werd de NFV-Liga afgevoerd en werd de stadscompetitie terug opgewaardeerd tot eerste klasse. De volgende vier seizoenen werd Kilia dan telkens vicekampioen achter het grote Holstein. Na de oorlog werd de competitie hervormd en in 1920/21 kwamen er in Noord-Duitsland twee reeksen. De concurrentie was nu zwaarder en de club eindigde zevende op tien deelnemers. Een jaar later werd de competitie weer verder onderverdeeld in vijf reeksen en nu werd Kilia twee achter KSV Holstein, dat enkele jaren eerder gefuseerd was met Kieler FV 1900.
In 1922 richtte de bond de Sleeswijk-Holsteinse competitie in. Opnieuw moest Kilia twee jaar na elkaar genoegen nemen met een tweede plaats achter het oppermachtige Holstein Kiel. In 1924/25 werd de competitie in twee reeksen verdeeld en Kilia en Holstein werden van elkaar gescheiden. Met zes punten voorsprong op VfB Union-Teutonia 1908 Kiel en VfR Neumünster. Voor het eerst bereikte de club de Noord-Duitse eindronde. In de eindronde met zes teams waren de andere vijf toch een maat te groot voor de club en ze werden laatste. Ook het volgende seizoen werd Kilia groepswinnaar en er werd nu ook een wedstrijd om de algemene titel gespeeld die Holstein Kiel met 5-1 glansrijk won. In de eindronde moest Kilia eerst langs de voorronde en verloor daar ook met 1-5 van Hamburger SV. Ook in 1926/27 werd Kilia groepswinnaar en verloren ze de algemene titel met 5-1 van Holstein. In de eindronde won de club in de voorronde van Altona 93 en plaatste zich voor de winnaarsgroep met vijf teams, echter konden ze hier enkel Hannoverscher SV 96 achter zich laten.
In 1927/28 kon Union-Teutonia voor het eerst de groepswinst nemen. In de finalegroep met de zes beste teams werd Kilia slechts vierde en miste zo de eindronde. Intussen had Kieler FV 1923 zich bij de club aangesloten. Het volgende seizoen viel de competitie in het water. Enkele grote clubs in Noord-Duitsland protesteerden tegen de vele competities die volgens hen niet bijdroegen aan speelsterkte. De bond gaf gedeeltelijk gehoor aan de clubs en herleidde het aantal competities van elf naar zes. In Sleeswijk-Holstein betekende dit dat de twee reeksen samengevoegd werden. Kilia eindigde de volgende seizoen nog maar in de middenmoot.
De NSDAP hervormde in 1933 de Duitse competitie en ontbond de overkoepelende bonden. De meer dan tachtig competities van het Duitse Rijk werden ontbonden en vervangen door zestien Gauliga's. De Gauliga Nordmark kwam ongeveer overeen met de vroegere Noord-Duitse competitie en Kilia kwalificeerde zich hier niet voor. Pas in 1937/38 maakte de club kans op promotie, maar moest deze in de eindronde aan Schweriner SV 03 laten. In 1941 slaagde de club er eindelijk in te promoveren en werd in het eerste seizoen achtste op tien clubs. Door de perikelen in de Tweede Wereldoorlog werd de competitie in drie verdeeld en de club belandde in de Gauliga Schleswig-Holstein. Na een vierde plaats werd de club vicekampioen achter Holstein Kiel in 1943/44.
Na de oorlog nam de club deel aan het Brits zonevoetbalkampioenschap en werd groepswinnaar. De club mocht echter niet verder in de eindronde spelen. In 1947 werd de Oberliga Nord ingevoerd als een van de vijf nieuwe hoogste klassen in Duitsland. Kilia zou zich hiervoor nooit plaatsen en ging van start in de Landesliga Schleswig-Holstein. In het eerste seizoen werd Kilia groepswinnaar en ging naar de ronde om de algemene titel, die ze verloren van Itzehoer SV. De volgende jaren bleef de club actief in deze klasse, die later de Amateurliga werd.
Door de invoering van de Bundesliga in 1963 als nieuwe hoogste klasse werd de Amateurliga de derde klasse. In 1964 werd de club hier tweede en maakte kans op promotie naar de Regionalliga, de tweede klasse, maar miste dit. In 1966 degradeerde de club naar de 2. Amateurliga en in 1973 zelfs naar de Bezirksliga. In 1984 keerde de club terug naar de Verbandsliga Schleswig-Holstein, die op dat moment de vierde klasse was en vanaf 1994 de vijfde klasse. In 2001 promoveerde de club naar de Oberliga en werd dertiende, maar degradeerde vrijwillig. In 2009 degradeerde de club verder. In 2014 keerde de club terug naar de Verbandsliga, die nu nog maar de zesde klasse is.
In 2009 degradeerde de club uit de Schleswig-Holstein-Liga. Twee jaar later volgde ook degradatie uit de Verbandsliga. Na drie seizoenen slaagde de club erin weer terug te keren. In 2015 promoveerde de club terug naar de Schleswig-Holstein-Liga. In 2017 werd de club laatste en degradeerde naar de nieuw ingevoerde Landesliga, waar de club opnieuw op een degradatieplaats eindigde. In de zevende klasse zat de club op een dieptepunt, maar in 2020 werd de club kampioen. Het volgende seizoen werd niet vervolledigd door de coronapandemie, maar zowel in 2022 als in 2023 werd de club kampioen en promoveerde zo voor het eerst naar de Regionalliga.